# Patlabor: The Movie
Patlabor: The Movie (機動警察パトレイバー劇場版,?, Kidō keisatsu Patoreibaa gekijōban) è un film d'animazione del 1989 diretto da Mamoru Oshii.
Si tratta del primo lungometraggio d'animazione appartenente alla saga di Patlabor del gruppo Headgear.

## Trama
1999. Una serie di incidenti coinvolgono i labor sui quali è stato installato il nuovo sistema operativo HOS, e le indagini del capitano Goto e del detective Matsui portano alla scoperta del virus Babele, un virus informatico che rischia di far impazzire tutti i labor impiegati nella baia di Tokyo, tra cui il nuovo Type Zero.

## Produzione
Dopo il successo della prima serie OAV e del manga, il 15 luglio 1989 esce Patlabor: The Movie, diretto da Mamoru Oshii, regista che diventerà poi celebre grazie a Patlabor 2: The Movie e Ghost in the Shell. Questo film rappresenta una svolta radicale nella saga: a livello grafico l'opera è più curata rispetto ai prodotti precedenti, mentre la narrazione abbandona i momenti umoristici per avvicinarsi al tono di un thriller.
In questo film non viene quasi fatto uso della CG (eccezion fatta per i monitor dei computer), a causa delle difficoltà di integrazione con i disegni.

## Distribuzione

### Edizione italiana
Il film è stato distribuito in Italia prima in VHS dalla Yamato Video e poi, nel 2006, in DVD dalla De Agostini nella collana economica Japan DVD Animation.